# 1. tisućljeće
◄ | 1. tisućljeće pr. Kr. | 1. tisućljeće | 2. tisućljeće | ►
1. stoljeće | 2. stoljeće | 3. stoljeće | 4. stoljeće | 5. stoljeće | 6. stoljeće | 7. stoljeće | 8. stoljeće | 9. stoljeće | 10. stoljeće
1. tisućljeće je je razdoblje od 1. do  1000. godine.

## Glavni događaji i razvoji
- Antika
- Kasna antika: Seoba naroda u Europi, oko 2. do 6. stoljeća
- Pojava Islama
- Rani srednji vijek

## Važnije osobe
- Isus Krist
- August (63. pr. Kr. - 14. godine)
- Klaudije Ptolomej (iza 83. – 161.),
- Konstantin Veliki (280. – 337.)
- Atila (†453.)
- Justinijan I. Veliki (483. – 565.)
- Muhamed (oko 571. – 632.)
- Beda časni (Baeda Venerabilis, oko 673. – 735.)
- Karlo Veliki (747. – 814.)

## Izumi i otkrića
- Papir se pojavljuje u Kini
- Razvija se algebra na Bliskom istoku
- Kava otkrivena u Etiopiji
- Barut pronađen u Kini